# Andrésy
Andrésy là một xã thuộc tỉnh Yvelines trong vùng Île-de-France miền bắc nước Pháp.

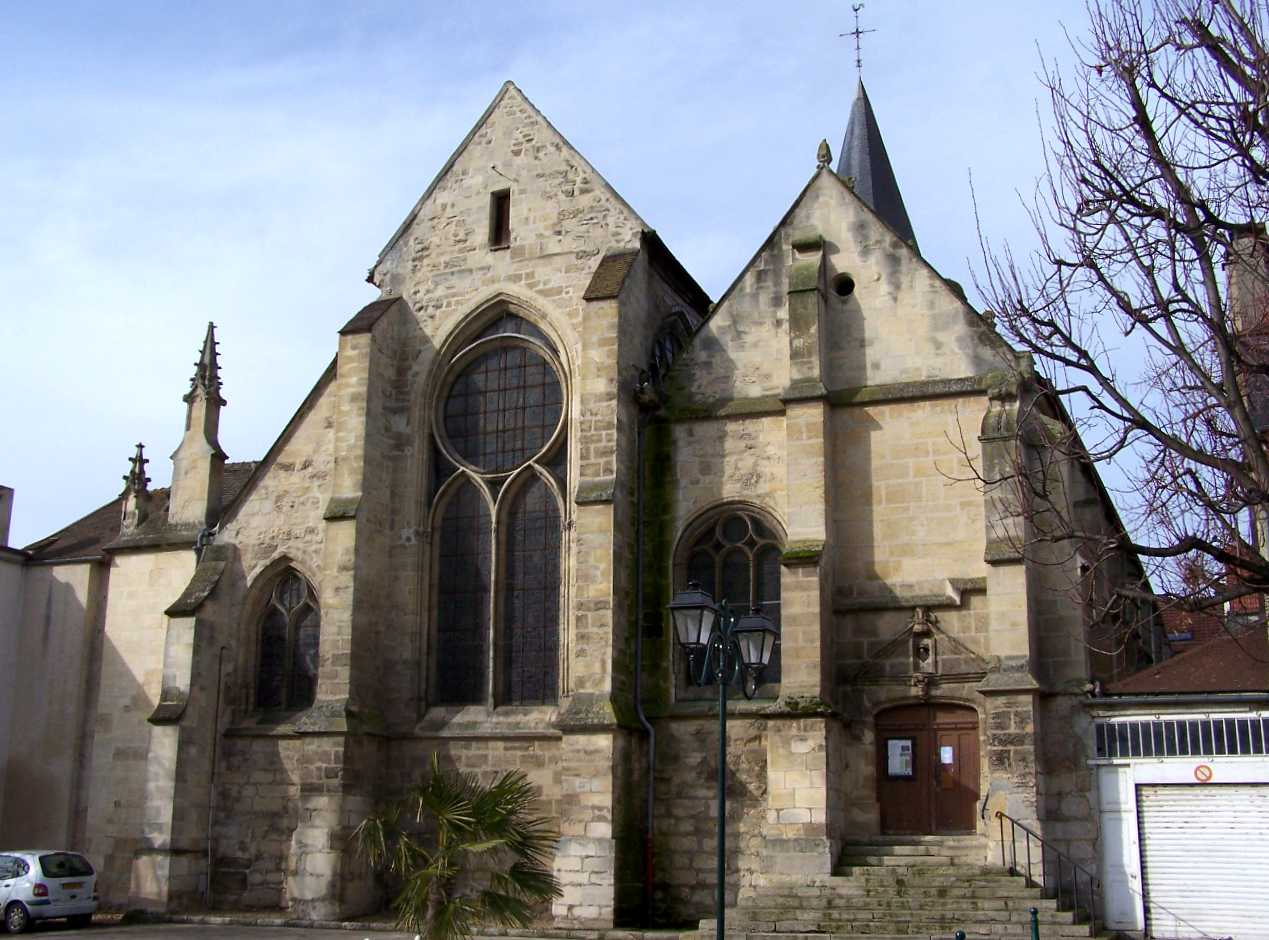
Saint-Germain church